# Fremmed
Fremmed er en dansk dokumentarfilm fra 1971 med instruktion og manuskript af Mette Knudsen.

## Handling
Interview med en række fremmedarbejdere, der gør rede for deres syn på boligproblemet, kontakten med danskerne og demokrati på arbejdspladsen.